# Linga Holm
Linga Holm, també coneguda com a Midgarth o Holm of Midgarth, és una petita illa deshabitada d'Escòcia. El nom prové del nòrdic antic Lyngholm. L'illa es troba localitzada a uns 700 m a l'oest de l'illa de Stronsay, en el grup de les Òrcades.
L'illa ocupa una superfície de 57 hectàrees i la seva altitud màxima sobre el nivell del mar és de 10 metres.
Igual que moltes altres illes de les Orcades, Linga Holm conté nombroses restes arqueològiques. Aquests inclouen restes pictes i antigues fites o cairns.
Malgrat la seva escassa superfície, Linga Holm constitueix el tercer lloc més gran del món d'aparellament de la foca grisa (Halichoerus grypus), així com un important lloc de nidificació pel ánsar comú (Anser anser).